# Stationcar
Stationcar (engelsk station wagon eller estate car) betegner en biltype med bagklap, stort bagagerum og mulighed for at udvide dette ved at nedfælde bagsædet. En stationcar har oftest 5 siddepladser (enkelte modeller kan købes med 7 siddepladser).
En stationcar adskiller sig fra en hatchback ved at taget er ført længere tilbage. Traditionelt endte taglinien i en næsten lodret bagklap, men i de senere år er denne ofte buet af hensyn til et mere elegant design. Stationcar-versionen er ofte, men ikke altid, forlænget i forhold til den tilsvarende model i sedan eller hatchback. Fx måler 2014-udgaven af Opel Astra 442 cm i længden som hatchback, mens stationcar-udgaven er 470 cm lang. En Skoda Octavia er lige lang i begge versioner.
Ordet stationcar er en dansk betegnelse, mens den oprindelige engelske version er “Station waggon” (Det køretøj der transporterede folk og bagage til/fra stationen) eller "Estate". Stort set alle bilmærker anvender deres egen betegnelse for disse versioner.
Mange modeller kan desuden købes som varebiler på gule nummerplader uden bagsæde.

## De forskellige fabrikanters betegnelse for stationcar
- Audi: Avant (2014)
- Alfa Romeo: Giardinetta, senere SportWagon (2014)
- BMW: Touring (1971)
- Citroën: Weekend, senere Tourer (2014)
- Fiat: Panorama, senere Weekend og endnu senere MultiWagon
- Ford: Turnier (tysk Ford), Senere St.Car (2014)
- Honda: Aerodeck, senere Tourer (2014)
- Hyundai: cw, Wagon. (2014)
- Kia: sw (2014)

- Mercedes-Benz: T-model (2014) Touring
- Nissan: Traveller (Fører ikke st.car i Danmark 2014)
- Opel: Caravan, senere Sports Tourer (2014)
- Peugeot: Oprindelig "Break" eller "Familia", senere SW (2008)
- Renault: Tourer (2014)
- Saab: '"Combi-Coupe", 'SportCombi'
- SEAT: Vario, senere ST (2014)
- Škoda: Combi (2014)
- Volvo: Herregårdsvogn (model xx5, senere Vxx (2014)
- Volkswagen: Variant (2014)